# Alter Ego (album Patrycji Markowskiej)
Alter Ego – szósty album studyjny polskiej piosenkarki Patrycji Markowskiej, wydany 28 maja 2013 przez wytwórnię EMI Music Poland.
Płyta składa się z jedenastu kompozycji, a promowały ją single: „Alter Ego”, „Dzień za dniem”, „Wielokropek”, „Ocean” w duecie z Arturem Gadowskim, „Nim się zamienisz w żart” oraz „Piąte: Nie odchodź”, który promował także film pod tym samym tytułem.
Wydawnictwo znalazło się na 9. miejscu na oficjalnej polskiej liście sprzedaży oraz otrzymało certyfikat złotej płyty.

## Lista utworów
| Nr  | Tytuł                                          | Tekst                           | Muzyka                                      | Czas  |
| --- | ---------------------------------------------- | ------------------------------- | ------------------------------------------- | ----- |
| 1.  | „Piąte: Nie odchodź”                           | Patrycja Markowska              | Sebastian Piekarek                          | 4:34  |
| 2.  | „Alter Ego”                                    | Patrycja Markowska              | Sebastian Piekarek, Rafał Sędek             | 3:25  |
| 3.  | „Góra, dól, czuwanie, sen”                     | Alicja Maliszewska              | Wojciech Horny, Jerzy Runowski              | 2:57  |
| 4.  | „Dzień za dniem”                               | Patrycja Markowska, Rafał Sędek | Wojciech Horny, Rafał Sędek, Jerzy Runowski | 4:15  |
| 5.  | „Nim się zamienisz w żart”                     | Patrycja Markowska, Rafał Sędek | Sebastian Piekarek, Rafał Sędek             | 2:52  |
| 6.  | „Nanana (wszystko gra)”                        | Patrycja Markowska              | Sebastian Piekarek, Jerzy Runowski          | 2:55  |
| 7.  | „Brak”                                         | Patrycja Markowska              | Sebastian Piekarek, Rafał Sędek             | 3:17  |
| 8.  | „Ocean” (feat. Artur Gadowski)                 | Jakub Zaczek                    | Sebastian Piekarek                          | 4:33  |
| 9.  | „Wielokropek”                                  | Patrycja Markowska              | Sebastian Piekarek                          | 4:07  |
| 10. | „Nie będzie wiosny”                            | Rafał Sędek                     | Patrycja Markowska, Sebastian Piekarek      | 10:59 |
| 11. | „Nie chcę wiedzieć nic” (feat. Marcin Spenner) | Rafał Sędek, Agnieszka Szypura  | Jerzy Runowski, Mariusz Szypura             | 3:27  |
|     |                                                |                                 | Całkowita długość:                          | 47:21 |

## Patrycja Markowska o swojej płycie
Najbardziej rockowa, najciekawsza płyta w moim dorobku. Pracowaliśmy z zespołem zamknięci w studiu w górach. Było trudno i pięknie! Efekty zaskoczyły nawet mnie samą.

## Pozycja na liście sprzedaży
| Kraj   | Lista sprzedaży (2013)    | Najwyższa pozycja | Certyfikat  | Sprzedaż |
| ------ | ------------------------- | ----------------- | ----------- | -------- |
| Polska | Oficjalna Lista Sprzedaży | 9                 | złota płyta | 15 000+  |